# SolydXK
SolydXK — дистрибутив Linux, основанный на Debian. Цель дистрибутива — «быть простым в использовании, обеспечивая стабильный, и безопасный дистрибутив для малых предприятий, некоммерческих организаций, и домашних пользователей».
SolydXK включает проприетарное программное обеспечение, такое как Adobe Flash, Steam, и дополнительные драйверы с закрытым исходным кодом для использования проприетарных мультимедиа-кодеков, и игр в Linux.

## История
SolydXK появилась в 2012 году как операционная система на базе «Linux Mint Debian edition» (LMDE) для использования графической оболочки KDE Plasma 4.
В ноябре 2012 года, Linux Mint прекратил выпускать LMDE с графическими оболочками Xfce и KDE. SolydXK создалась, как отдельная операционная система для поддержки двух графических оболочек. «SolydX» имеет графическую оболочку Xfce, а «SolydK» — KDE. Название проекта является словослиянем двух имён.

## Возможности
Основных выпуски как SolydXK, SolydX, и SolydK официально доступны для выполнения на 64-битных компьютерах в режиме Live CD с установщиками.
Дистрибутив устанавливается для использования обычного программного обеспечения, такого как Firefox, LibreOffice, XChat/Quassel, Pidgin/Kopete, и GIMP для множества общих задач. Издания также включают в себя Steam, и PlayOnLinux, а менеджер драйверов может легко обеспечивать лучшую производительность игры.
SolydXK первоначально основывался на Debian Testing. В январе 2015 года стал основываться на Debian Stable.
Существуют также выпуски Community Editions, официально не протестированные, и не поддерживаемые командой SolydXK. Примерами являются SolydXK Enthusiast’s Edition — версии SolydX и SolydK, которые продолжают основываться на Debian Testing, также имеющие 32-разрядные версии, и версии для Raspberry Pi 3.

## История версий
| Версия | Дата релиза | Версия ядра |
| ------ | ----------- | ----------- |
| 201302 | 28.02.2013  | Неизвестно  |
| 201306 | 18.06.2013  | Неизвестно  |
| 201308 | 23.08.2013  | Неизвестно  |
| 201309 | 09.2013     | Неизвестно  |
| 201311 | 26.11.2013  | 3.10.11     |
| 201401 | 25.01.2014  | Неизвестно  |
| 201405 | 03.05.2014  | Неизвестно  |
| 201407 | 31.07.2014  | Неизвестно  |
| 201411 | 11.2014     | 3.16.7      |
| 201501 | 31.01.2015  | Неизвестно  |
| 201506 | 09.06.2015  | Неизвестно  |
| 201512 | 25.12.2015  | Неизвестно  |
| 201606 | 27.06.2016  | 3.16.7      |
| 201701 | 01.2017     | 3.16.39     |
| 9      | 16.07.2017  | 4.9.30      |
| 201709 | 30.09.2017  | Неизвестно  |
| 201801 | 16.01.2018  | 4.9.65      |
| 201807 | 02.07.2018  | 4.9.88      |